# Hans Fischer
|  | Per a altres significats, vegeu «Hans Fischer (desambiguació)». |

Hans Fischer (Frankfurt del Main, Imperi Alemany, 27 de juliol de 1881 - Múnic, 31 de març de 1945) fou un químic, metge i professor universitari alemany guardonat amb el Premi Nobel de Química l'any 1930.

## Biografia
Va estudiar química i medicina, primer a la Universitat de Lausana i posteriorment a la Universitat de Marburg, on es va llicenciar el 1904 i doctorar el 1908.
Inicialment va treballar a la Clínica Mèdica de Múnic i posteriorment al Primer Institut Químic de Berlín, sota la direcció de Hermann Emil Fischer. El 1912 aconseguí una plaça de professor de medicina interna a Múnic, el 1913 fou nomenat professor de fisiologia a l'Institut Fisiològic de Múnic, i el 1916 fou nomenat professor de química mèdica a la Universitat d'Innsbruck, passant el 1918 a la Universitat de Viena. Des de 1921 fins a la seva mort, ocorreguda el 31 de març de 1945, fou professor química orgànica al Technische Hochschule de Múnic.

## Recerca científica
La recerca científica de Fischer se centrà en la investigació dels pigments de la sang, la bilis, la clorofil·la de les fulles, així com la química de les porfirines, dels quals deriven aquests pigments. Aconseguí sintetitzar la bilirubina i l'hemina, un dels components de l'hemoglobina.
L'any 1930 fou guardonat amb el Premi Nobel de Química «pels seus treballs en la composició estructural de la clorofil·la i de la sang així com per la síntesi de l'hemina i la bilirubina».